# Evropska obrambna skupnost
Evropska Obrambna Skupnosti (EOS) je ideja, ki je nastala na podlagi Plevenovega načrta predlaganega leta 1950. Predvidevala je ustanovitev skupne nadnacionalne evropske vojske. 